# Ins
Ins (en francés Anet) es una comuna suiza del cantón de Berna, situada en el distrito administrativo del Seeland. Limita al norte con Tschugg, Erlach, Vinelz y Lüscherz, Brüttelen y Müntschemier, al sur con Bas-Vully (FR), Haut-Vully (FR) y Cudrefin (VD), y al oeste con Gampelen.
Hasta el 31 de diciembre de 2009 situada en el distrito de Erlach.

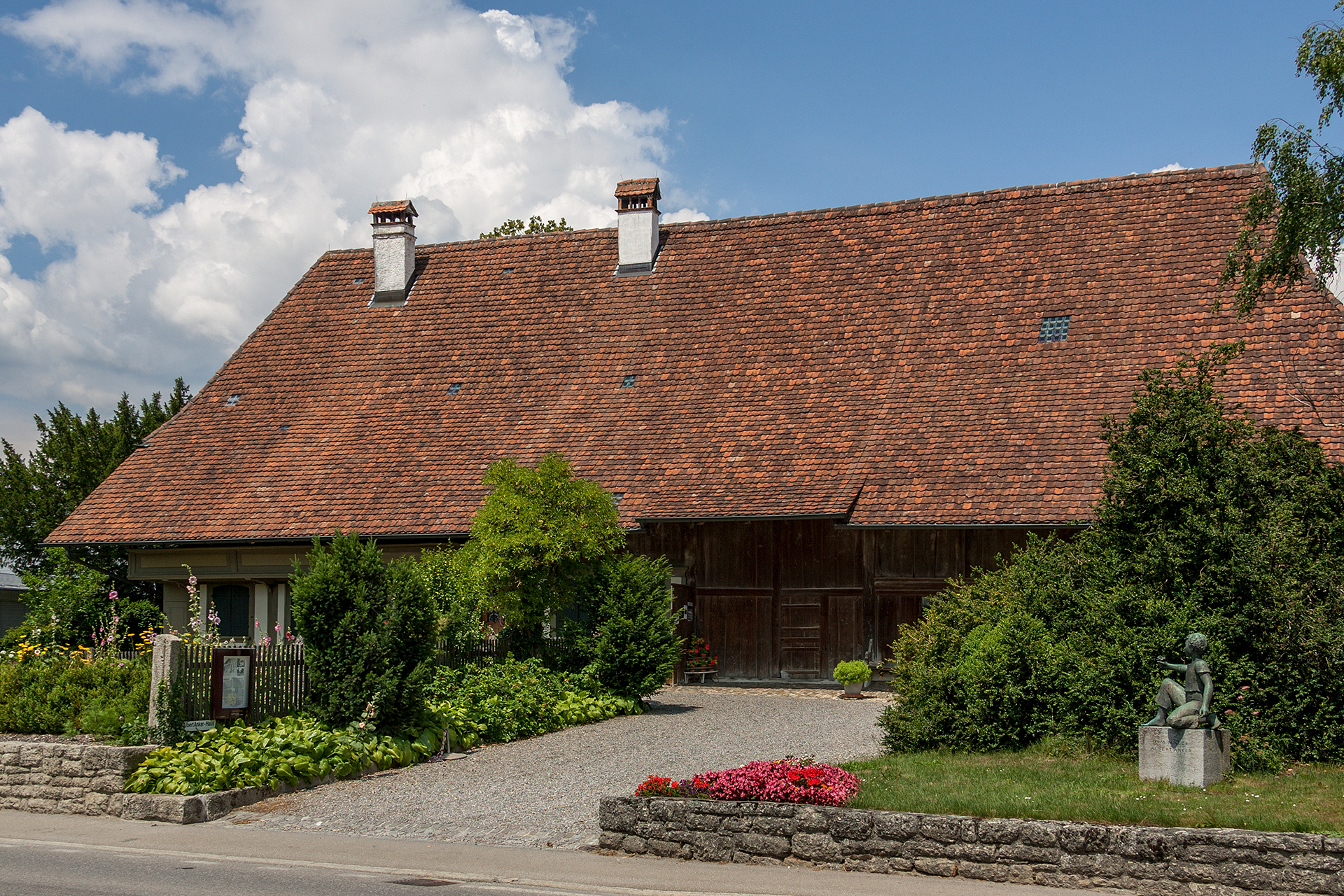
Casa de Albert Anker en Ins.